# بيف هارتيغان
بيف هارتيغان (بالإنجليزية: Bev Hartigan) هي منافسة ألعاب القوى بريطانية، ولدت في 10 يونيو 1967.